# Wishing Stairs
Wishing Stairs (tạm dịch: Cầu thang nguyện ước; tiếng Hàn: 여고괴담 3: 여우계단; Romaja: Yeogogoedam 3: Yeowoogyedan; hay còn được biết đến với tên: Whispering Corridors 3: Wishing Stairs - tạm dịch: Hành lang thì thầm 3: Cầu thang nguyện ước) là bộ phim kinh dị Hàn Quốc ra mắt năm 2003. Đây là phần phim thứ ba trong chuỗi phim kinh dị Hành lang thì thầm đến từ xứ sở kim chi, cũng giống như các phần phim khác trong loạt phim, Wishing Stairs cũng lấy đề tài về những nữ sinh trung học. Phim có sự tham gia của các diễn viên chính bao gồm Song Ji-hyo, Park Han-byul, Jo An và Park Ji-yeon.

## Nội dung
Yun Jin-sung (do Song Ji-hyo thủ vai) và Kim So-hee (do Park Han-byul thủ vai) là đôi bạn thân cùng học múa ballet tại một trường nghệ thuật cho nữ sinh. So-hee, vốn có gia đình khá giả, mặc dù chỉ học ballet để thỏa kỳ vọng của mẹ nhưng lại có khả năng thiên phú và duyên dáng hơn nên nhận được nhiều sự thiên vị của ban giám hiệu trong khi Jin-sung, xuất thân bình thường hơn, lại phải nỗ lực nhiều hơn để bắt kịp bạn thân. Bất chấp hoàn cảnh, hai người là bạn tâm giao và tình tiết phim ám chỉ So-hee có tình cảm trên mức bạn bè với Jin-sung. Tuy nhiên, tình bạn của họ bắt đầu rạn nứt khi cả hai cùng nhau tham gia một cuộc thi để giành lấy suất học duy nhất tại một trường dạy múa ballet ở Nga và So-hee đang có nhiều lợi thế. Tình cờ, Jin-sung nghe được về một truyền thuyết của trường từ một bạn học điêu khắc nhút nhát tên Eom Hye-ju (do Jo An thủ vai). Tương truyền rằng, trong trường có một cầu thang dài 28 bậc dẫn lên khu ký túc xá, nếu ai đó vừa đi bước lên và vừa đếm số bậc thang, thì bậc thang thứ 29 sẽ xuất hiện với người đủ thành tâm và người đó sẽ được Hồ ly tinh toại nguyện cho một điều ước. Vì tò mò, Jin-sung đã thử tìm đến và leo các bậc cầu thang đó với mong ước giành chiến thắng. Cô quả nhiên bước được đến bậc thang thứ 29 và hăm hở nói ra điều ước có được suất học bổng của mình. Tuy nhiên, điều ước dường như không thành hiện thực và người được chọn lại là So-hee. Tức giận và đố kỵ trước sự thiên vị của thầy cô cũng như tài năng của người bạn thân, Jin-sung cãi nhau với So-hee và vô tình xô cô ngã xuống cầu thang khiến cô bất tỉnh và phải nhập viện.
Tai nạn này khiến So-hee bị chấn thương và không thể tiếp tục học ballet. Hối hận trước sai lầm của mình, Jin-sung đã cố gắng tìm đến So-hee để xin lỗi nhưng chỉ nhận được sự lạnh nhạt. So-hee tự tử trong đau buồn và tuyệt vọng và học bổng được trao lại cho Jin-sung. Nhưng giờ đây, Jin-sung phải đối mặt với sự lạnh nhạt của các bạn cùng lớp vì cuộc cãi vã của hai người được nhiều người chứng kiến và họ cho rằng Jin-sung chính là một phần nguyên nhân cho cái chết của So-hee. Ngoài ra, hồn ma của So-hee liên tục ám và giày vò Jin-sung.
Cái chết của So-he gây ảnh hưởng lớn đến Hye-ju (đã từng là người có thân hình mập mạp nhưng đã trở nên cân đối do được bậc thang thứ 29 cho toại nguyện một điều ước nhưng đổi lại phải chịu chứng háu ăn) vốn thường xuyên bị bắt nạt và chỉ có So-hee là người đối tốt với cô. Trong đau khổ, Hye-ju đã bí mật cất giữ đồ đạc của So-hee bên mình khiến cho cô trở thành mục tiêu chế giễu và bắt nạt thậm tệ hơn, đặc biệt là từ bạn cùng lớp điêu khắc Han Yun-ji (do Park Ji-yeon thủ vai). Vì thế, Hye-ju đã tìm đến chiếc cầu thang và ước cho So-hee trở lại. Điều ước của Hye-ju được chấp thuận, tuy nhiên So-hee trở lại dưới dạng một oán linh trú ngụ trong Hye-ju. So-hee giúp Hye-ju đối mặt và kết quả là giết chết Yun-ji. Sau đó, So-hee (trong thân hình của Hye-ju) tìm gặp Jin-sung và cố gắng thuyết phục Jin-sung rằng mình chính là So-hee, khiến Jin-sung sợ hãi và bỏ chạy. Kế tiếp đó, So-hee ép Hye-ju buồn khổ châm lửa tự thiêu ở dưới tầng hầm đầy dung môi pha sơn mà chết.  .
Đêm trước khi chuẩn bị rời đi trường múa ballet ở Nga, Jin-sung liên tục bị linh hồn của So-hee hành hạ. Không thể chịu đựng được, Jin-sung một lần nữa tìm đến cầu thang để ước cho So-hee biến mất nhưng trước khi cô có thể đặt chân đến bậc thang thứ 29 thì So-hee xuất hiện và giữ cô lại. Jin-sung thú nhận rằng bản thân cô không ghét So-hee và chỉ đơn giản là vì cô muốn được sống hạnh phúc. Nhận ra rằng Jin-sung không yêu cô như cách cô đã yêu Jin-sung, So-hee tức giận và giết chết Jin-sung rồi biến mất.
Một thời gian sau, một nữ sinh mới chuyển vào phòng ký túc xá mà Jin-sung từng ở. Trên sàn nhà xuất hiện một bức ảnh chụp chung của Jin-sung và So-hee nhưng tròng đen của So-hee đã biến mất, ngụ ý rằng linh hồn của So-hee vẫn còn.

## Diễn viên
- Song Ji-hyo thủ vai Yun Jin-sung
- Park Han-byul thủ vai Kim So-hee
- Jo An thủ vai Eom Hye-ju
- Park Ji-yeon thủ vai Han Yun-ji
- Kong Sang-ah thủ vai Kyeong-jin
- Lee Se-yeon thủ vai Young-seon
- Hong Soo-ah thủ vai Thành viên của Câu lạc bộ Điêu khắc
- Lee Min-jung thủ vai Bạn nhảy của Yun Jin-sung
- Kwak Ji-min thủ vai Nữ sinh học múa năm ba
- Moon Jung-hee thủ vai Giáo viên dạy múa